# لوکاس دماره
لوکاس دماره (اسپانیایی: Lucas Demare‎; ۱۴ ژوئیهٔ ۱۹۱۰ – ۶ سپتامبر ۱۹۸۱) کارگردان فیلم، تهیه‌کننده فیلم و فیلم‌نامه‌نویس اهل آرژانتین بود.
از فیلم‌ها یا مجموعه‌های تلویزیونی که وی در آن‌ها نقش داشته است می‌توان به «پشت دیواری بلند» (۱۹۵۸) اشاره نمود.